# Narodna galerija, London
Narodna galerija (angleško National Gallery) je muzej umetnosti na trgu Trafalgar Square  v Westminster Cityju v osrednjem Londonu. Ustanovljena leta 1824, ima zbirko več kot 2300 slik, ki so bile naslikane od sredine 13. stoletja do leta 1900. 
Galerija je javni zavod, katerega pokrovitelj je Ministrstvo za kulturo, medije in šport. Direktor Narodne galerije je tudi računovodja, ki ga imenuje Oddelek za kulturo, medije in šport.
Njena zbirka v imenu britanske javnosti pripada vladi, vstop v glavno zbirko pa je brezplačen. Leta 2019 je bila na seznamu najbolj obiskanih umetniških muzejev uvrščena na sedmo mesto na svetu. 
Narodna galerija, za razliko od primerljivih muzejev v celinski Evropi, ni nastala s podržavljenjem obstoječe kraljeve ali knežje umetniške zbirke. Nastala je, ko je britanska vlada leta 1824 od dedičev Johna Juliusa Angersteina odkupila 38 slik. Po tem prvotnem nakupu so galerijo oblikovali predvsem njeni zgodnji direktorji, zlasti sir Charles Lock Eastlake, in zasebne donacije, ki zdaj predstavljajo dve tretjini zbirke.  Zbirka je manjša od mnogih evropskih nacionalnih galerij, vendar po obsegu enciklopedična; večina pomembnih dogodkov zahodnega slikarstva »od Giotta do Cézanna«  je predstavljena s pomembnimi deli. Včasih se je trdilo, da je to ena redkih narodnih galerij, ki je imela vsa svoja dela na stalni razstavi, vendar to ni več tako.
Sedanjo stavbo, tretjo hišo Narodne galerije, je zasnoval William Wilkins od leta 1832 do 1838. Od tega časa ostaja v bistvu nespremenjena samo fasada na Trafalgar Square, saj je bila stavba v vsej svoji zgodovini razširjena. Wilkinsovo stavbo so pogosto kritizirali zaradi zaznanih pomanjkljivosti zasnove in pomanjkanja prostora; slednja težava je leta 1897 ustanovila galerijo Tate Britain za britansko umetnost.
Krilo Sainsbury, razširjeno leta 1991 proti zahodu, delo Roberta Venturija in Denise Scott Brown, je pomemben primer postmodernistične arhitekture v Veliki Britaniji.

## Zgodovina

### Razpis za Narodno galerijo
V poznem 18. stoletju je potekala nacionalizacija kraljevih ali knežjih umetniških zbirk po celinski Evropi. Bavarska kraljeva zbirka (zdaj v Stari pinakoteki v Münchnu) je bila odprta za javnost leta 1779, Medičejska zbirka v Firencah okoli leta 1789 (kot galerija Uffizi), Museum Français v Louvru pa je nastal iz nekdanje francoske kraljeve zbirke leta 1793. Velika Britanija pa ni sledila drugim evropskim državam in britanska kraljeva zbirka še vedno ostaja v lasti suverena. Leta 1777 je imela britanska vlada priložnost kupiti umetniško zbirko mednarodnega statusa, ko so potomci sira Roberta Walpoleja svojo zbirko postavili naprodaj. Poslanec John Wilkes je predlagal, naj vlada kupi ta 'neprecenljiv zaklad' in predlagal, da se ga shrani v »žlahtno galerijo ... zgrajeno na prostranem vrtu Britanskega muzeja« . 20 let pozneje je zbirko v celoti kupila Katarina Velika; zdaj jo najdemo v muzeju Ermitaž v Sankt Petersburgu.
Načrt za pridobitev 150 slik iz Orléansove zbirke, ki so jih leta 1798 v London pripeljali v prodajo, tudi ni uspel, kljub zanimanju kralja in predsednika vlade Viljema Pitta mlajšega. Petindvajset slik iz te zbirke, ki so zdaj v Galeriji, vključno z "NG1", je prispelo pozneje po različnih poteh. Leta 1799 je trgovec Noel Desenfans britanski vladi ponudil pripravljeno nacionalno zbirko; on in njegov partner sir Francis Bourgeois jo je sestavil za poljskega kralja, preden je tretja delitev Poljske leta 1795 odpravila poljsko neodvisnost. Ta ponudba je bila zavrnjena in Bourgeois je ob smrti obdržal zbirko svoji stari šoli, Dulwich College. Zbirka se je odprla leta 1814 v prvi namenski britanski javni galeriji, galeriji slik Dulwich. Škotski trgovec William Buchanan in zbiralec Joseph grof Truchsess sta obe umetniški zbirki izrecno predstavljali osnovo za prihodnjo nacionalno zbirko, vendar sta bili njuni ponudbi (obe iz leta 1803) tudi zavrnjeni.
Po prodaji Walpoleja so številni umetniki, med njimi James Barry in John Flaxman, ponovno pozvali k ustanovitvi Narodne galerije in trdili, da lahko britanska slikarska šola cveti le, če ima dostop do kanona evropskega slikarstva. Britanska institucija, ki jo je leta 1805 ustanovila skupina aristokratskih poznavalcev, je poskušala rešiti to situacijo. Člani so posodili dela razstavam, ki so se letno spreminjale, umetniška šola pa je potekala v poletnih mesecih. Ker pa so bile posojene slike pogosto povprečne , so nekateri umetniki zamerili Instituciji in so videli, da so plemiči povišali prodajne cene slik njihovega starega mojstra. Eden izmed ustanovnih članov ustanove, sir George Beaumont, Bt, je na koncu igral glavno vlogo pri ustanovitvi Narodne galerije, saj je ponudil darilo 16 slik.
Leta 1823 je na trg prišla še ena večja umetniška zbirka, ki jo je sestavil nedavno umrli John Julius Angerstein. Angerstein je bil ruski bančni posrednik, ki je živel v Londonu; njegova zbirka je štela 38 slik, vključno z deli Rafaela in Hogarthove serije Marriage à-la-mode. 1. julija 1823 je politik Whig George Agar Ellis predlagal House of Commons, da odkupi zbirko. Apelu je dodala zagon ponudba Beaumonta, ki je prišla z dvema pogojema: da vlada kupi Angersteinovo zbirko in da je treba najti primerno stavbo. Nepričakovano odplačilo vojnega dolga Avstrije je končno prisililo vlado, da je kupila Angersteinovo zbirko za 57.000 funtov.

### Ustanovitev in zgodnja zgodovina
Narodna galerija je bila za javnost odprta 10. maja 1824, nameščena pa je bila v nekdanji Angersteinovi mestni hiši na Pall Mall št. 100. Angersteinovim slikam so se leta 1826 pridružile slike iz Beaumontove zbirke, leta 1831 pa veleposlanika Williama Holwella Carra s 35 slikami. Prvi skrbnik slik William Seguier je nosil breme upravljanja galerije, vendar je julija 1824 del te odgovornosti padel na novo ustanovljen odbor skrbnikov.
Nacionalna galerija v Pall Mall-u je bila pogosto prenatrpana in vroča, njena majhnost v primerjavi z Louvrom v Parizu pa je bila vzrok za narodno zadrego. Toda Agar Ellis, takratni skrbnik Galerije, je prostor ocenil, da je »v samem londonskem prehodu«; to je bilo potrebno, da Galerija izpolni svoj družbeni namen. Nastanitev na številki 100 je povzročila, da se je galerija na kratko premaknila na številko Pall Mall 105, ki jo je romanopisec Anthony Trollope označil za »pusto, dolgočasno ozko hišo, slabo prilagojeno za razstavo zakladov, ki jih je hranila«. To je bilo treba porušiti zaradi rekonstrukcije ceste do Carlton House Terrace.
Leta 1832 se je začela gradnja nove zgradbe pod vodstvom Williama Wilkinsa na mestu King's Mews v Charing Crossu, na območju, ki je bilo v 1820-ih spremenjeno v Trafalgar Square. Lokacija je bila pomembna, med bogatim West Endom in revnejšimi območji proti vzhodu. Argument, da bi do zbirke lahko dostopali ljudje vseh družbenih slojev, je presegel druge pomisleke, na primer onesnaževanje osrednjega Londona ali rušenje Wilkinsove stavbe, ko se je v 1850-ih pokazala možnost preselitve v Južni Kensington. Po mnenju parlamentarne komisije iz leta 1857 »obstoj slik ni končni namen zbirke, ampak zgolj sredstvo, ki ljudem omogoča očarujoč užitek«.
Od leta 1837 do 1868 je bila Kraljeva akademija v vzhodnem krilu stavbe.

### Rast pod Eastlakejem in njegovimi nasledniki
Italijanske slike iz 15. in 16. stoletja so bile jedro Narodne galerije in prvih 30 let obstoja so skrbeli za pridobitev predvsem na dela visokih renesančnih mojstrov. Njihov konservativni okus je povzročil več zamujenih priložnosti, zato je vodstvo Galerije je pozneje padlo v popolno zmešnjavo in med letoma 1847 in 1850 ni bilo nobenih prevzemov. Kritično poročilo House of Commons iz leta 1851 je zahtevalo imenovanje direktorja, katerega pristojnost bi presegla pooblastilo skrbnikov. Številni so mislili, da bo to mesto pripadlo nemškemu umetnostnemu zgodovinarju Gustavu Friedrichu Waagenu, s katerim se je Galerija ob predhodnih priložnostih posvetovala o razsvetljavi in prikazu zbirk. Moški, ki so ga za to službo raje predlagali kraljica Viktorija, princ Albert in premier John Russell, je bil varuh slik v galeriji, sir Charles Lock Eastlake.. Eastlake, ki je bil predsednik Kraljeve akademije, je igral bistveno vlogo pri ustanovitvi Arundelove družbe in je poznal večino londonskih vodilnih umetniških strokovnjakov.
Okus novega direktorja je bil za severne in zgodnje italijanske renesančne mojstre ali »primitivce«, ki jih je galerijska politika prevzemov zanemarjala, a so jih poznavalci počasi pridobivali. Letno je gostoval na celini in zlasti v Italiji ter iskal ustrezne slike za Galerijo. Skupaj je kupil 148 slik v tujini in 46 v Veliki Britaniji  med nekdanjimi takšnimi temeljnimi deli, kot je Paolo Uccello Bitka pri San Romanu. Eastlake je v tem obdobju zbiral tudi zasebno umetniško zbirko, sestavljeno iz slik, za katere je vedel, da skrbnikov ne zanimajo. Njegov končni cilj pa je bil, da vstopijo v Narodno galerijo; to sta primerno uredila po njegovi smrti njegov prijatelj in naslednik direktor William Boxall in njegova vdova ladi Eastlake.
V tem obdobju je pomanjkanje prostora v Galeriji postalo akutno. Leta 1845 je velik zaplet britanskega slikarstva opravil Robert Vernon; v zgradbi Wilkins je bilo premalo prostora, zato so bile slike razstavljene najprej v Vernonovi mestni hiši na številki Pall Mall 50  in nato v Marlborough House. Galerija je bila še slabše opremljena za naslednjo večjo zapuščino, kot J. M. W. Turner naj bi ob njegovi smrti leta 1851 narodu podaril celotno vsebino svojega ateljeja, razen nedokončanih del. Prvih 20 teh je bilo leta 1856 razstavljenih zunaj mesta v Marlborough Houseu. Ralph Nicholson Wornum, varuh galerije in tajnik, je sodeloval z Johnom Ruskinom, da bi združila zapuščino. Določba v Turnerjevi oporoki, da sta dve njegovi sliki prikazani poleg del Clauda , je še vedno počaščena v sobi 15 galerije, vendar njegova zapuščina nikoli ni bila v celoti prikazana; danes so dela razdeljena med Trafalgar Square in Galerijo Clore, majhnim namenskim prizidkom na Tate Britain, ki so ga dokončali leta 1985.
Tretji direktor, sir Frederick William Burton, je postavil temelje zbirke umetnosti 18. stoletja in opravil več izjemnih nakupov iz angleških zasebnih zbirk. Nakup leta 1885 dveh slik iz palače Blenheim, Rafaelove Ansideieve Madone in van Dyckove Konjeniški portret Karla I. Angleškega je z rekordno dodelitvijo 87.500 funtov iz zakladnice zaključil »zlato dobo zbiranja« galerije, saj je bila letna dotacija za nakup za nekaj let prekinjena. Ko je Galerija leta 1890 od grofa Radnorja kupila Holbeinova Ambasadorja, je to storila s pomočjo zasebnikov prvič v svoji zgodovini. Leta 1897 je ustanovitev Narodne galerije britanske umetnosti, ki je bila zgodaj v svoji zgodovini neuradno znana kot Tate Gallery, omogočila, da se je nekaj britanskih del prestavilo in sicer po precedensu, ki sta ga postavila Vernonova zbirka in Turnerjeva oporoka. Dela umetnikov, rojenih po letu 1790, so bila preseljena v novo galerijo na Millbank, kar je Hogarthu, Turnerju in Constableu omogočila, da so ostali na Trafalgar Square.

### Zgodnje 20. stoletje
Kmetijska kriza na prehodu v 20. stoletje je mnoge plemiške družine prisilila v prodajo svojih slik, toda britanske nacionalne zbirke so ameriški plutokrati iztisnili s trga. To je spodbudilo ustanovitev Nacionalnega sklada umetniških zbirk, družbe donatorjev, ki je bila namenjena zaustavljanju pretoka umetnin v ZDA. Njihova prva pridobitev za Narodno galerijo je bila Velázquezova Venera pred ogledalom  leta 1906, sledil je Holbeinov Portret Kristine Danske iz leta 1909. Kljub krizi aristokratskega bogastva pa je bilo naslednje desetletje eno od večjih zapuščin zasebnih zbirateljev. Leta 1909 je industrialec dr. Ludwig Mond v Galerijo dal 42 italijanskih renesančnih slik, vključno z Rafaelovim Mondovo križanje. Ostale zapuščine so bile Georga Saltinga leta 1910, Austen Henry Layarda leta 1916 in sira Hugha Lana leta 1917.
V Narodni galeriji je 10. marca 1914 Mary Rohardson, v kampanji za volilno pravico žensk, poškodovala Venero pred ogledalom v znak protesta proti aretaciji Emmeline Pankhurst prejšnji dan. Kasneje istega meseca je še ena protestnica napadla pet Bellinijev, zaradi česar so Galerijo zaprli do začetka prve svetovne vojne, ko je Ženska socialna in politična zveza pozvala k prenehanju nasilnih dejanj, ki bi opozarjale na njihovo težko stanje.
Začetni sprejem impresionistične umetnosti v Galeriji je bil izjemno sporen. Leta 1906 je sir Hugh Lane Narodni galeriji ob smrti obljubil 39 slik, vključno z Renoirovimi Dežniki, razen če v Dublinu ne bi mogli zgraditi primerne zgradbe. Čeprav jih je direktor Charles Holroyd nestrpno sprejel, so jih skrbniki sprejeli z izjemno sovražnostjo; lord Redesdale je zapisal, da »bi prej pričakoval, da bom zaslišal mormonsko službo v stolnici svetega Pavla, kot bi si ogledal razstavo del sodobnih francoskih umetniških upornikov v svetih okrožjih na Trafalgar Square.«  Morda je zaradi takšnih stališč Lane svojo oporoko spremenil s kodicil, da naj bi dela šla samo na Irsko, a odločilno to nikoli ni bilo. Leta 1915 je Lane umrl na ladji RMS Lusitania in začel se je spor, ki je bil rešen šele leta 1959. Del zbirke je zdaj v stalni izposoji v Mestni galeriji Dublin (Hugh Lane), druga dela pa se vrtijo med Londonom in Dublinom na nekaj let.
Sklad za nakup sodobnih slik, ki ga je ustanovil Samuel Courtauld leta 1923, je kupil Seuratovo Kopalci pri Asnièresu in druga sodobna dela za narod; leta 1934 so bili številni od teh preneseni v Narodno galerijo iz Tate.

### Druga svetovna vojna
Kmalu pred izbruhom druge svetovne vojne so bile slike evakuirane na lokacije v Walesu, vključno z gradom Penrhyn, univerzitetnimi kolidži Bangorja in Aberystwyth. Leta 1940, med bitko za Francijo, so poiskali bolj varen dom in razpravljali o selitvi slik v Kanado. To idejo je trdno zavrnil Winston Churchill, ki je v telegramu pisal direktorju Kennethu Clarku, »pokoplji jih v jamah ali v kleteh, slike pa ne smejo zapustiti teh otokov«.  Kamnolom skrilavca v Manodu, blizu Blaenaua Ffestinioga v Severnem Walesu, je bil uporabljen za galerijo. V osamljenosti, ki ga je ponujala nova lokacija slik, je skrbnik (in prihodnji direktor) Martin Davies začel zbirati znanstvene kataloge o zbirki s pomočjo Galerijske knjižnice, ki je bila prav tako shranjena v kamnolomu. Selitev v Manod je potrdila pomembnost shranjevanja slik pri konstantni temperaturi in vlagi, kar so konzervatorji že dolgo sumili, a doslej tega niso mogli dokazati. Posledica tega je bila otvoritev prve klimatizirane galerije leta 1949.
Med vojno so Myra Hess in drugi glasbeniki, kot je Moura Lympany, v prazni stavbi na Trafalgar Square vsak dan pripravili recitale, da bi dvignili javno moralo, saj so bile vse koncertne dvorane v Londonu zaprte. Likovne razstave so bile v galeriji kot dopolnilo k recitalom. Prvo izmed njih je bilo Bbritansko slikarstvo od Whistlerja leta 1940 v organizaciji Lillian Browse , ki je postavila tudi glavno skupno retrospektivno razstavo slik sira Williama Nicholsona in Jacka B. Yeatsa, ki je potekala od 1. januarja do 15. marca 1942; ogledalo si jo je 10.518 obiskovalcev. Organizirane so bile tudi razstave vojnih umetnikov, med njimi Paul Nash, Henry Moore in Stanley Spencer; Clark je ustanovil Svetovalni odbor za vojne umetnike, da bi »umetnike ohranil pri delu pod kakršnim koli izgovorom«. Leta 1941 umetnikova prošnja za ogled Rembrandtove Portret Margarethe de Geer (nova pridobitev) je povzročila akcijo »Slika meseca«, v kateri je bila vsak mesec ena slika odstranjena iz Manoda in razstavljena širši javnosti v Narodni galeriji. Likovni kritik Herbert Read je tisto leto Narodno galerijo poimenoval »kljubovalni odklon kulture ravno sredi bombardirane in razbite metropole«. Slike so se leta 1945 vrnile na Trafalgar Square.

### Povojni razvoj
V povojnih letih so pridobitve postale za Narodno galerijo vse težje, saj so cene za stare mojstre - še bolj za impresioniste in postimpresioniste - presegle njihove možnosti. Nekateri najpomembnejši nakupi galerije v tem obdobju bi bili nemogoči brez večjih javnih pozivov, ki bi jih podprli, med njimi Devica in otrok s sv. Ano in Janezom Krstnikom Leonarda da Vincija (kupljena leta 1962) in Tizianova Smrt Acteona  (1972). Nepovratna sredstva za nakup galerije od vlade so bila zamrznjena leta 1985, vendar je pozneje istega leta od sira Paula Gettyja prejela 50 milijonov funtov, kar je omogočilo veliko večjih nakupov. Aprila 1985 so lord Sainsbury Preston Candover in njegovi bratje Simon Sainsbury in sir Timothy Sainsbury dali donacijo, ki je omogočila gradnjo krila Sainsbury.
Direktorstvo Neila MacGregorja se je v Galeriji resno odzvalo, odpovedalo pa se je klasifikaciji slik nacionalne šole, ki jo je uvedel Eastlake. Novo kronološko obešanje je želelo poudariti interakcijo med kulturami, ne pa fiksnih nacionalnih značilnosti, kar odraža spremembo umetnostnozgodovinskih vrednot od 19. stoletja. V drugih pogledih pa so bili viktorijanski okusi sanirani: notranjosti stavbe niso več veljale za zadrego in so jih obnovili, leta 1999 pa je galerija sprejela 26 italijanskih baročnih slik sira Denisa Mahona. V začetku 20. stoletja so mnogi menili, da je barok neprimeren: leta 1945 so skrbniki galerije zavrnili nakup Guercina iz Mahonove zbirke za 200 funtov. Leta 2003 je bila ista slika ocenjena na 4 milijone funtov. Mahonova zapuščina je bila pod pogojem, da Galerija nikoli ne bo odtujila nobene njegove slike ali ne zaračunala vstopnine.
Od leta 1989 Galerija vodi shemo, ki daje atelje sodobnim umetnikom za ustvarjanje del, ki temeljijo na stalni zbirki. Običajno dve leti opravljajo funkcijo pridruženega umetnika in ob koncu mandata dobijo razstavo v Narodni galeriji.
Naloge Narodne in Tate galerije, ki sta jih obe instituciji že dolgo izpodbijali, so bile bolj jasno opredeljene leta 1996. Leto 1900 je bilo postavljena kot mejna točka za slike v Narodni galeriji in leta 1997 je več kot 60 slik iz let po 1900 iz zbirke dobila Tate na dolgoročno posojilo, v zameno za dela Gauguina in drugih. Vendar bo prihodnja širitev Narodne galerije morda še vrnitev slik 20. stoletja na njene stene.
V 21. stoletju so bile v Galeriji tri velike akcije zbiranja sredstev: leta 2004 za nakup Rafaelove Madona z nageljni, leta 2008 za Tizianovo Diana in Acteon ter leta 2012 za Tizianovo Diano in Callisto. Oba Tiziana sta bila kupljena v tandemu z Nacionalno galerijo Škotske za 95 milijonov funtov. Obe veliki deli sta bili prodani iz zbirke vojvode Suterlandskega. Narodna galerija je zdaj večinoma odsotna s trga za slike starih mojstrov, zato lahko takšne pridobitve pridobi le ob podpori večjih javnih pozivov; odhajajoči direktor Charles Saumarez Smith je leta 2007 o tej situaciji izrazil svoje nezadovoljstvo.
Leta 2014 je bila Narodna galerija predmet dokumentarnega filma Fredericka Wisemana. Film prikazuje administracijo galerije in osebje pri delu, konservatorski laboratorij, vodene oglede in postavitve razstav o Leonardu da Vinciju, J. M. W. Turnerju in Tizianu v letih 2011–12. 

## Arhitektura

### Stavba Williama Wilkinsa
Prvi predlog za Narodno galerijo na Trafalgar Square je prišel od Johna Nasha, ki jo je predvidel na mestu King's Mews, medtem ko bi Partenonu podobna stavba Kraljeve akademije zasedala središče trga.  Gospodarska recesija je preprečila gradnjo te sheme, vendar je leta 1831 na koncu potekal natečaj za mesto Mews, za katerega je Nash predložil zasnovo s C. R. Cockerelloma kot njegovim so-arhitektom. Vendar je Nasheva priljubljenost v tem času upadla, naročilo pa je bilo dodeljeno Williamu Wilkinsu, ki je sodeloval pri izbiri mesta in je v zadnjem trenutku predložil nekaj risb. Wilkins je upal zgraditi »Tempelj umetnosti, ki neguje sodobno umetnost z zgodovinskimi primeri«, toda naročilo je bilo ogroženo s skopostjo in kompromisom, zato je nastala zgradba skoraj v vseh pogledih ocenjena kot neuspeh.
Dovoljena je bila globina le za eno sobo, saj sta takoj za tem ležali delavnica in vojašnica. Za poslabšanje zadev je obstajala javna pravica skozi lokacijo do teh stavb, ker predstavlja dostop na vzhodni in zahodni strani fasade. Vanjo so morali biti vključeni stebri iz porušene Carlton House in njihova relativna kratkost je povzročila višino, ki je bila ocenjena kot pretirano nizka in daleč od prevladujoče točke v prostoru, kar je bilo zaželeno za severni konec Trga. Reciklirane so bile tudi skulpture na fasadi, ki so bile prvotno namenjene Nashovemu marmornemu slavoloku, vendar je bil zaradi finančnih težav opuščen. V vzhodni polovici stavbe je bila do leta 1868 nameščena Kraljeva akademija, kar je še dodatno zmanjšalo prostor, ki ga je imela Galeriji.
Stavba je bila predmet javnega posmeha še pred dokončanjem, saj je različica zasnove prešla v Književni list leta 1833. Dve leti pred dokončanjem se je njegova zloglasna poprnica pojavila na prvi strani  Contrasts  (1836), vplivne razprave neogotikista A. W. N. Pugina, kot primer degeneracije klasičnega sloga. Celo Viljem IV. (v zadnji zapisani izreki) je stavbo ocenil za »grdo majhno luknjo« , medtem ko jo je William Makepeace Thackeray poimenoval »majhna trgovina z džinom«. Te zgodnje kritike je odmeval arhitekturnni zgodovinar 20. stoletja, sir John Summerson, ko je razporeditev kupole in dveh manjših stolpov na strehi primerjal z »uro in vazami na kaminu, le manj uporabnimi«. Urejanje sira Charlesa Barryja na Trafalgar Square iz leta 1840 je vključevalo severno teraso, tako da se zdi, da je stavba dvignjena, s čimer je naslovila eno od pritožb. Mnenje o stavbi se je do leta 1984 precej mešalo, ko je princ Charles imenoval Wilkinsovo fasado »zelo ljubljen in eleganten prijatelj«, v nasprotju s predlaganim prizidkom. 
- Dvignjena nad Trafalgar Square leta 2013
- Piano nobile in pritličje Wilkinsonove stavbe, pred širitvijo. Upoštevajte prehode za vzhodno in zahodno portiko. Območja, zasenčena v roza, je Kraljevska akademija uporabljala do leta 1868.
- Tloris prvega nadstropja Narodne galerije v letu 2013

### Spremembe in širitve (Pennethorne, Barry and Taylor)
Prva pomembna sprememba stavbe je bila enotna dolga galerija, ki jo je v letih 1860–61 dodal sir James Pennethorne. Okrašena z ornamenti v primerjavi s sobami Wilkinsa je kljub temu poslabšala utesnjene razmere v stavbi, saj je bila zgrajena nad prvotno vhodno dvorano. Presenetljivo je bilo, da je bilo več poskusov bodisi popolnoma preoblikovati Narodno galerijo (kot je predlagal sir Charles Barry leta 1853) bodisi jo preseliti v bolj prostorne prostore v Kensingtonu, kjer je bil zrak tudi bolj čist. Leta 1867 je Barryjev sin Edward Middleton Barry predlagal nadomestitev Wilkinsove stavbe z masivno klasično stavbo s štirimi kupolami. Shema je bila neuspešna, sodobni kritiki pa so zunanjost označili za »močan plagiat stolnice svetega Pavla«.
Barry pa je z rušitvijo delavnice uspel zgraditi prvo zaporedje velikih arhitekturnih prostorov Galeriji, in sicer med letoma 1872 in 1876. Izdelane po polikromni neorenesančni zasnovi so bile Barryjeve sobe razporejene po grškem tlorisu okoli ogromnega osrednjega osmerokotnika. Čeprav je kompenzirala podrejeno arhitekturo Wilkinsonove stavbe, je Barryjevo novo krilo všeč ljudem Galerije, ki so menili, da je njegov monumentalni vidik v nasprotju s funkcijo razstavnega prostora. Prav tako dekorativni program prostorov ni upošteval njihove predvidene vsebine; strop italijanske galerije iz 15. in 16. stoletja je bil na primer vpisan z imeni britanskih umetnikov 19. stoletja. Kljub tem neuspehom so Barryjeve sobe Galeriji omogočile močan osni tloris; temu so morale skozi stoletja slediti vse nadaljnje dopolnitve Galerije, kar je povzročilo zgradbo jasne simetrije.
Pennethorneova galerija je bila porušena v naslednji fazi gradnje, shema Johna Taylorja sega severno od glavnega vhoda. Vhodni predprostor s steklenimi kupolami ima poslikan strop, delo družine Crace, ki je delala tudi na Barryjevih sobah. Freska, namenjena južni steni, ni bila nikoli uresničena in ta prostor zdaj zavzema slika Frederica, lorda Leightona Cimabue slavi Madono v procesiji po ulicah Firenc (1853–1855), posojena iz kraljeve zbirke v 1990-ih.
- Barry Rooms (1872–1876), ki jih je oblikoval E. M. Barry
- Kupola sobe 34, osrednji osmerokotnik Barry Rooms
- Dvorana stopnišč (1884–1887), ki jo je oblikoval John Taylor, na fotografiji iz leta 2007. Cimabuejeva slavljena Madona Frederica, lorda Leightona je viden na levi strani.
- Kupola Dvorane stopnišč

### 20. stoletje: modernizacija proti restavriranju
Poznejši dodatki na zahod so prihajali bolj enakomerno, vendar so ohranili skladnost stavbe z zrcaljenjem Barryjevega tlorisa proti vzhodu. Nadaljevala se je tudi uporaba temnega marmorja za vratne podboje, kar je dalo prizidkom določeno stopnjo notranje skladnosti s starejšimi prostori. Klasicistični slog je bil še vedno v uporabi leta 1929, ko je bila zgrajena galerija v slogu Beaux-Arts, ki jo je financiral trgovec z umetninami in skrbnik lord Duveen. Vendar pa je minilo že dolgo, preden se je v Galeriji razkrila reakcija 20. stoletja proti viktorijanskim vplivom. Od leta 1928 do 1952 so bila tla podesta Taylorjeve vhodne dvorane prepletena z novo serijo mozaikov Borisa Anrepa, ki je bil prijatelj s skupino Bloomsbury. Te mozaike lahko beremo kot satiro na konvencije o dekoraciji javnih zgradb iz 19. stoletja, kot jo je napisal v Frieze of Parnassus Albert Memorial. Osrednji mozaik, ki prikazuje Prebujanje muz, vključuje portrete Virginije Woolf in Grete Garbo, ki podre visok moralni ton viktorijanskih predhodnikov. Namesto sedmih vrlin krščanstva je Anrep ponudil svoj nabor Sodobnih vrlin, vključno z Humor in Odkrit um; alegorične figure so znova portreti sodobnikov, med njimi Winstona Churchilla, Bertranda Russella in T. S. Eliota.
V 20. stoletju je pozno viktorijanska notranjost Galerije prišla iz mode. Stropni Cracejevi okraski v preddverju niso bili po okusu direktorja Charlesa Holmesa in so jih prebarvali z belo barvo. Severne galerije, ki so jih javnosti odprli leta 1975, so v Narodni galeriji zaznamovale prihod modernistične arhitekture. V starejših sobah so prvotne klasicistične detajle prekrili s predelnimi stenami, podiji in spuščenimi stropi, cilj pa je bil ustvariti nevtralne prostore, ki ne bi odvrnili od razmišljanja o slikah. Toda zavezanost Galerije modernizmu je bila kratkotrajna: viktorijanski slog v 1980-ih ni več veljal za anatemo, zato je program restavriranja začel obnavljati notranjost iz 19. in začetka 20. stoletja v domnevno prvotni videz. Začelo se je z obnovo Barryjevih sob v letih 1985–6. Od leta 1996 do 1999 so bile celo severne galerije, ki so do takrat veljale za »pomanjkanje pozitivnega arhitekturnega značaja«, preurejene v klasicističnem slogu, čeprav poenostavljenem.

### Sainsburyjevo krilo in kasnejši dodatki
Najpomembnejši dodatek k zgradbi v zadnjih letih je Sainsburyjevo krilo, ki sta ga oblikovala postmodernistična arhitekta Robert Venturi in Denise Scott Brown za postavitev zbirke renesančnih slik in zgrajena leta 1991. Stavba zavzema " Hampton's site " zahodno od glavne stavbe, kjer je do uničenja v Blitzu stala istoimenska veleblagovnica. Galerija je dolgo iskala širitev v ta prostor. Leta 1982 je potekal natečaj za iskanje primernega arhitekta; ožji izbor je med drugim vključeval radikalen visokotehnološki predlog Richarda Rogersa. Zasnova, ki je dobila največ glasov, so bila podjetja Ahrends, Burton in Koralek, ki so nato spremenili svoj predlog, da bi vključili stolp, podoben načrtu Rogersa. Predlog je bil odpuščen, potem ko je valižanski princ zasnovo primerjal s »pošastnim Karbunklom na obrazu zelo ljubljenega in elegantnega prijatelja«. Izraz »pošastni karbukel«, za sodobno zgradbo, ki se spopada z okolico, je od takrat postala običajna.
Eden od pogojev natečaja iz leta 1982 je bil, da mora novo krilo vključevati komercialne pisarne in javni galerijski prostor. Toda leta 1985 je bilo mogoče razširitev v celoti nameniti namenom Galerije, in sicer zaradi donacije v višini skoraj 50 milijonov funtov lorda Sainsburyja in njegovih bratov Simona in sira Tima Sainsburyja. Potekal je zaprt natečaj, izdelani programi pa so bili opazno bolj zadržani kot na prejšnjem.
V nasprotju z bogato okrašeno glavno stavbo, so galerije v Sainsburyjevem krilu oblikovane in intimne, da ustrezajo manjšemu obsegu številnih slik. Glavni navdih za te sobe so sira Johna Soanea vrhunsko osvetljene galerije za slikarsko galerijo Dulwich in cerkveno notranjost Filippa Brunelleschija (kamnita obloga je v pietra serena, siv lokalni kamen v Firencah). Najsevernejše galerije se poravnajo z osrednjo Barryjevo osjo, tako da je po celotni dolžini galerije en sam pogled. Ta os je pretirana z uporabo lažne perspektive, saj stebri, ki se ločijo ob vsaki odprtini, postopoma zmanjšujejo, dokler obiskovalec ne doseže žarišča (od leta 2009), oltarne slike Cima da Conegliano Nejevera svetega Tomaža. Venturijev postmodernistični pristop k arhitekturi je v celoti dokazan na Sainsburyjevem krilu, saj so njegovi stilski citati zgradb tako različni kot klubske hiše v Pall Mall, Scala Regia v Vatikanu, viktorijanska skladišča in starogrški egiptovski templji.
Sledeč pešconi Trafalgar Squara je Galerija trenutno vključena v glavni načrt, s katerim bo sproščen pisarniški prostor v pritličju spremenjen v javni prostor. Načrt bo zapolnil tudi zlorabljena dvorišča in izkoristil zemljišče, pridobljeno od sosednje Narodne galerije portretov v St Martin's Place, ki jo je dodelila Narodni galeriji v zameno za zemljišče za njeno razširitev leta 2000. Prva faza, Projekt Vzhodno krilo, ki sta jo zasnovala Jeremy Dixon in Edward Jones, se je javnosti odprla leta 2004. To je omogočilo nov vhod v nivoju Trafalgar Squar, imenovan v čast sira Paula Gettyja. Glavni vhod so prav tako prenovili in ga ponovno odprli septembra 2005. Možni prihodnji projekti so »projekt West Wing«, približno simetričen s projektom »East Wing«, ki bi zagotovil prihodnji vhod v nivoju in javno odprtje nekaterih majhnih prostorov na skrajni vzhodni del stavbe. To lahko vključuje novo javno stopnišče v premcu na vzhodni fasadi. Za te dodatne projekte ni objavljen noben časovni razpored.

## Spori
Ena najbolj trdovratnih kritik Narodne galerije, razen tistih, ki kritizirajo pomanjkljivosti stavbe, je bila tudi njena konservatorska politika. Kritiki so jo obtožili, da ima preobsežen pristop k restavriranju. Prva čistilna operacija v Narodni galeriji se je začela leta 1844 po imenovanju Eastlakeja za skrbnika in je bila predmet napadov v tisku, potem ko so bile prve tri slike, ki so bile deležne zdravljenja, Rubens, Cuyp in Velázquez, predstavljene javnosti leta 1846. Najbolj virulentni kritik Galerije je bil J. Morris Moore, ki je napisal serijo pisem v The Timesu pod psevdonimom Verax, in je divjal po čiščenju institucije. Medtem ko je parlamentarni izbirni odbor iz leta 1853, ustanovljen za raziskovanje zadeve, Galerijo očistil vsakršnih kršitev, se kritike njenih metod od nekdaj nadaljujejo.
Zadnje večje nasprotovanje uporabi radikalnih tehnik restavriranja v Narodni galeriji je bilo v neposrednih povojnih letih po restavratorski kampanji glavnega restavratorja Helmuta Ruhemanna, medtem ko so bile slike v kamnolomu Manod. Ko so bile očiščene slike leta 1946 razstavljene javnosti, je sledil razplet, ki je bil vzporeden s stoletjem prej. Glavna kritika je bila, da obsežno odstranjevanje laka, ki so ga v 19. stoletju uporabljali za zaščito površine slik, vendar sčasoma potemni in se razbarva, lahko povzroči izgubo »harmonizirajočih« glazur, ki so jih slikam dodali umetniki sami. Nasprotovanje Ruhemannovim tehnikam je vodil Ernst Gombrich, profesor na Institutu Warburg, ki je v poznejših dopisovanjih z restavratorjem opisal, da jih Narodna galerija obravnava z »žaljivo nadrejenostjo«. Komisija iz leta 1947 je ugotovila, da pri zadnjih čiščenju ni bila storjena nobena škoda.
Pripisovanje slik je bilo tudi občasno sporno. Odločitev Kennetha Clarka iz leta 1939, da skupino slik iz beneške šole označi kot dela Giorgioneja, je bila takrat sporna, plošče pa je kustos, ki ga je imenoval Clark, opredelil kot dela Andreja Previtalija. Desetletja pozneje je pripisovanje slike Samson in Delila (kupljena leta 1980) Rubensu iz 17. stoletja izpodbijala skupina umetnostnih zgodovinarjev, ki menijo, da Narodna galerija ni priznala napake, da ne bi osramotila vpletenih pri nakupu, od katerih mnogi še vedno delajo v Galeriji.
Narodno galerijo je sponzoriral italijanski proizvajalec orožja Finmeccanica med oktobrom 2011 in oktobrom 2012. Sponzorski posel je podjetju omogočil uporabo galerijskih prostorov za zbiranja, ti pa so ga uporabljali za gostovanje delegatov med DSEI sejmom orožja in mednarodno letalsko razstavo Farnborough. Sponzorski posel je bil sklenjen leto prej po protestih.
Februarja 2014 je Narodna galerija za 25,5 milijona dolarjev (15,6 milijona funtov) kupila ameriškega umetnika Georgea Bellowsa Men of the Docks. To je bila prva večja ameriška slika, ki jo je galerija kupila. Direktor Nicholas Penny je sliko poimenoval nova smer za Galerijo, neevropsko sliko v evropskem slogu. Njena prodaja je bila sporna v ZDA. Leta 2018 je bilo za galerijo ugotovljeno, da je ena prvih londonskih javnih galerij, ki je za vstop na posebno razstavo del Clauda Moneta zaračunala vstopnino več kot 20 funtov.
Februarja 2019 je Employment Tribunal razsodilo, da je Galerija napačno razvrstila svojo ekipo izobraževalcev kot samozaposlene izvajalce. [75] Vzgojitelji so dobili status delavca po pravnih tožbah, ki jih je vložilo sedemindvajset vlagateljev. Primer je bil deležen velike pozornosti tiska in medijev.

## Najpomembnejše slike v zbirki
- Jan van Eyck
Portret Arnolfinijev
- Leonardo da Vinci
Madona v votlini
- Sandro Botticelli,
Venera in Mars
- Hans Holbein mlajši
Ambasadorja
- Johannes Vermeer
Dama stoji pred virginalom

- Cimabue: Devica in otrok z dvema angeloma
- Giotto: Pentecost
- English or French Medieval: Wiltonov diptih
- Jan van Eyck: Portret Arnolfinijev, Portret moža (avtoportret?)
- Pisanello: Vizija sv. Evstahija
- Paolo Uccello: Bitka pri San Romanu, Sv. Jurij in zmaj
- Rogier van der Weyden: Magdalena bere
- Masaccio: Oltar iz Pise – Madona in otrok
- Dieric Bouts: Polaganje v grob
- Piero della Francesca:  Kristusov krst
- Antonello da Messina: Portret moža,  Sv. Hieronim v kabinetu
- Giovanni Bellini:  Agonija v vrtu, Madona del Prato, Portret doža Leonarda Loredana
- Piero del Pollaiolo:  Mučeništvo sv. Boštjana
- Sandro Botticelli: Venera in Mars,  Mistično rojstvo
- Hieronymus Bosch:  Kristus kronan s trnjem
- Leonardo da Vinci: Madona v votlini, Devica in otrok s sv. Ano in Janezom Krstnikom
- Albrecht Dürer,  Sv. Hieronim v divjini
- Michelangelo: Pokop, Manchesterska Madona
- Jan Gossaert: Poklon kraljev
- Rafael: Aldobrandinijeva Madona, The Ansidei Madonna, Portret papeža Julija II.,  Madona z nageljni, Mondovo Križanje, Vizija viteza
- Tizian: Alegorija Razumnosti, Bakh in Ariadna, Diana in Acteon, Diana and Kalisto, Smrt Acteona, Mož s prešitim rokavom, Portreit družine Vendramin
- Hans Holbein mlajši:  Ambasadorja, Portret Kristine Danske
- Parmigianino: Portret zbiralca, Vizija sv. Hieronima
- Agnolo Bronzino: Venera, Kupid, norost in čas
- Tintoretto: Izvor Mlečne ceste
- Pieter Bruegel starejši: Poklon kraljev
- Paolo Veronese: Darejeva družina pred Aleksandrom, Spreobrnjenje Marije Magdalene,  Poklon Treh kraljev
- El Greco: Kristus izganja menjalce denarja iz templja
- Caravaggio: Deček, ki ga je ugriznil kuščar,  Večerja v Emavsu,  Saloma z glavo Janeza Krstnika
- Peter Paul Rubens:  Parisova sodba
- Orazio Gentileschi:  Najdba Mojzesa
- Artemisia Gentileschi: Avtoportret kot sv. Katarina Aleksandrijska
- Nicolas Poussin: Poklon zlatemu teletu
- Diego Velázquez: Kristus v hiši Marte in Marije (Velásquez), Filip IV. v rjavi in srebrni, Venera pred ogledalom
- Anthony van Dyck: Konjeniški portret Karla I., Lord John Stuart in njegov brat, lord Bernard Stuart
- Claude Lorrain: Vkrcanje Sabske kraljice
- Rembrandt: Avtoportret pri 34-letih,  Belšazarjeva gostija, Avtoportret pri 63-letih
- Johannes Vermeer: Dama stoji pred virginalom, Dama sedi pred virginalom
- Meindert Hobbema: Cesta pri Middelharnisu
- Canaletto: Kamnosekovo dvorišče
- William Hogarth: Grahamovi otroci,  Poroka po modi
- George Stubbs: Whistlejacket
- Thomas Gainsborough: Gospod in gospa Andrews, Jutranji sprehod
- Joseph Wright of Derby: An Experiment on a Bird in the Air Pump
- Francisco Goya: Portret vojvode Wellingtona
- J. M. W. Turner: Zadnja plovba Temeraire, Dež, para in hitrost - Velika zahodna železnica
- John Constable: Koruzno polje, Seneni voz
- Jean Auguste Dominique Ingres: Madame Moitessier
- Eugène Delacroix: Ovid med Skiti
- Edgar Degas: Gospodična La La v Cirque Fernando, Mladi Špartanci
- Paul Cézanne:  Kopalci
- Claude Monet: Sneg v Argenteuilu, La Gare Saint-Lazare
- Auguste Renoir: Dežniki, Nimfa ob potoku
- Henri Rousseau: Tiger v tropski nevihti
- Vincent van Gogh: Sončnice, Pšenično polje s cipresami
- Georges Seurat: Kopalci pri Asnièresu

- George Stubbs
Whistlejacket
- John Constable
Seneni voz
- J. M. W. Turner
Zadnja plovba Temeraire
- Georges Seurat
Kopalci pri Asnièresu
- Vincent van Gogh
Sončnice